# Minua montis
Minua montis is een hooiwagen uit de familie Minuidae.